# Paraleprodera carolina
Paraleprodera carolina är en skalbaggsart som först beskrevs av Leon Fairmaire 1899.  Paraleprodera carolina ingår i släktet Paraleprodera och familjen långhorningar. Inga underarter finns listade i Catalogue of Life.